# Strada provinciale 47 Riesi-Licata
La strada provinciale 47 Riesi-Licata (SP 47) è una strada provinciale della provincia di Caltanissetta.
Venne provincializzata nel 1960 con decreto del Ministero dei lavori pubblici n. 2955 del 17 giugno, nel quale compare al n. 18 dell'elenco allegato. In seguito alla presa in consegna da parte dell'amministrazione provinciale, alcuni tratti della strada furono oggetto di lavori di adeguamento, finanziati dallo stato, volti ad ampliarne la sede stradale.
La strada ha inizio a pochi chilometri da Riesi, all'innesto con la strada statale 190 delle Solfare presso il bivio Le Schette, in cui confluisce anche la strada provinciale 7 Ponte Braemi-Bivio Le Schette. Prosegue verso sud, sviluppandosi per la maggior parte dell'estensione all'interno del territorio di Butera, e termina sul torrente Agrabona che segna il confine di provincia, oltre il quale continua verso Licata con il nome di "strada provinciale 7 Licata-Riesi", di competenza della provincia di Agrigento.